# Franz Kiwisch
Franz Kiwisch von Rotterau (ur. 30 kwietnia 1814 w Klattau (dziś Klatovy), zm. 24 października 1852 w Pradze) – austriacki lekarz ginekolog, profesor na Uniwersytecie w Würzburgu, a później na Uniwersytecie w Pradze. Był jednym z głównych oponentów Semmelweisa. Po objęciu przez Kiwischa katedry w Pradze, w Würzburgu zastąpił go Friedrich Wilhelm Scanzoni von Lichtenfels. Zmarł w wieku zaledwie 37 lat z powodu gruźlicy płuc i kręgosłupa.

## Prace
- Conspectus morborum in clinico medico Pragensi primo semestri anni 1839 tractatorum. Praga, 1837. Beiträge zur Geburtskunde. 2 tomy; Würzburg, 1846–1848.
- Klinische Vorträge über specielle Pathologie und Therapie der Krankheiten des weiblichen Geschlechtes. Verlag der J.G. Calveschen Buchhandlung. Praga, 1852.